# Peugeot Typ 85
Der Peugeot Typ 85 ist ein frühes Automodell des französischen Automobilherstellers Peugeot, von dem 1906 im Werk Lille 6 Exemplare produziert wurden.
Die Fahrzeuge besaßen einen Vierzylinder-Viertaktmotor, der vorne angeordnet war und über Kette die Hinterräder antrieb. Der Motor leistete aus 9755 cm³ Hubraum 50 PS.
Es gab die Modelle 85 und 85 A.
Bekannt sind Tourenwagen und Phaeton.